# Hoyerbergschlössle

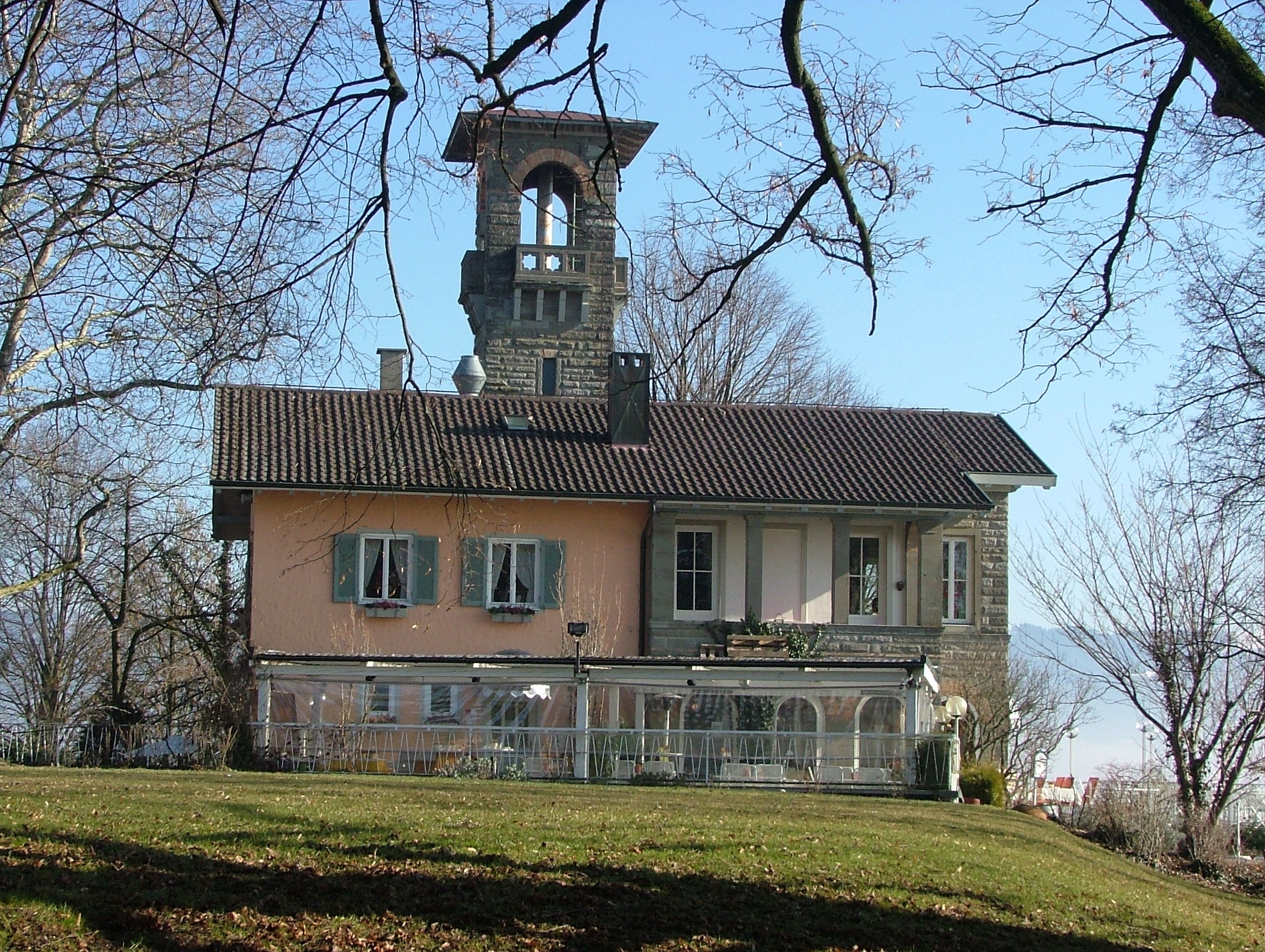
Hoyerbergschlössle (2011)

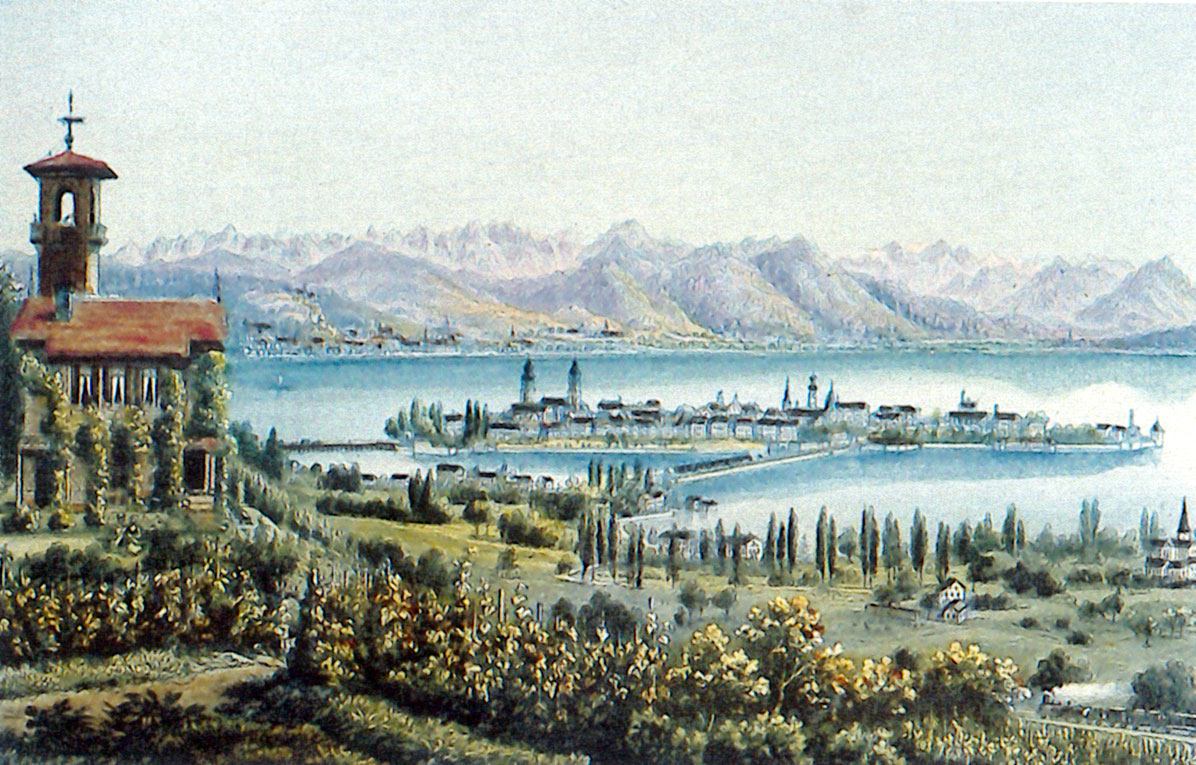
Hoyerbergschlössle um 1860

Das Hoyerbergschlössle (auch: Gruberschlösschen) ist ein zum Teil denkmalgeschütztes Belvedere im Stadtteil Hoyren der Stadt Lindau (Bodensee).
Das Schloss liegt in exponierter Lage am Drumlin Hoyerberg im Lindauer Stadtteil Hoyren. Vom Hoyerbergschlössle kann der Bodensee samt Lindauer Insel bis hin zu den nördlichen Alpen erblickt werden.
Der Lindauer Kaufmann Adolf Gruber erwarb um 1850 den östlichen Teil den als Weinberg dienenden Hoyerbergs samt Torkel aus dem Jahr 1578 am Fuße des Drumlins. Dessen Schwester Dora Gruber ließ daraufhin das Schlössle am höchsten Punkt des Hügels vom Baumeister Johann Christoph Kunkler erbauen und schenkte es im Jahr 1854 ihrem Bruder Adolf Gruber. Das Gebäude verfügt über einen 15 Meter hohen Turm mit offenen oberen Geschoss und flachem Dach, was an italienische Villenarchitektur anlehnt. Das Gebäude diente für den Weinbergbetrieb und verfügte zudem über einen Festsaal im ersten Stock.
Im Jahr 1917 kaufte die damalige Gemeinde Hoyren das Schlössle für 80.000 Reichsmark, unter anderem durch Spenden von Bürgern finanziert, der Familie Gruber ab. Mit der Eingemeindung Hoyrens 1922 gelangte es in den Besitz der Stadt Lindau. Erste Pläne sahen eine Gedenkstätte für im Ersten Weltkrieg Gefallene im Schlössle vor, was jedoch nicht umgesetzt wurde, sodass 1926 ein Tagescafé eröffnete. Im Jahr 1948 wurde der Trinkwasserspeicher der Stadt Lindau am Schlössle installiert und im Jahr 1955 wurde der UKW-Sendemast Hoyerberg erbaut. Zwischen 1979 und 2012 diente das Hoyerberschlössle als Gourmetrestaurant, in dem sich unter anderem 1993 Helmut Kohl und François Mitterrand trafen. Als Köche waren in diese Zeit unter anderem Reiner Fischer und Kai Schneller tätig. Ab 2012 war das Gebäude leerstehend. Verkaufsabsichten der Stadt Lindau stießen auf Bürgerprotest.